# Хартахай Феоктист Авраамович
Феоктист Авраамович Хартахай (між 7 і 25 березня 1836, Чердакли — 25 березня 1880, Маріуполь) — український педагог, історик, етнограф, засновник перших середніх навчальних закладів у Маріупольському повіті, перший дослідник історії греків Приазов'я.

## Біографія
Народився в березні 1836 року в селі Чердакли (нині село Кременівка Нікольського району Донецької області). Походив із греків-переселенців із Криму, був третім сином в родині. Дитячі роки пройшли у рідному селі та місті Маріуполі. Батько працював у системі Маріупольського грецького суду, старші брати після завершення середньої освіти також працювали у грецькому суді.
Феокстист закінчив Олександрівське повітове училище (нині у місті Запоріжжя), пізніше Катеринославську гімназію. 1858 року вступив до Харківського університету на історико-філологічний факультет, тут він стає членом Харківського таємного студентського революційного товариства. Проте у лютому 1859 року за неспроможність сплатити за навчання його відраховують. Разом із іншими відрахованими членами товариства вступає до Київського університету Святого Володимира одразу на другий курс, проте за тією ж причиною його знову відраховують.
22 листопада 1860 року Феокстист Хартахай стає студентом Санкт-Петербурзького університету першого курсу спочатку на історико-філологічному факультеті, а через два тижні на східному факультеті в розряді арабо-персько-турецько-татарських мов. Тут він стає активним діячем революційної спілки, групи української молоді, згуртованої довкола Тараса Шевченка. Одночасно працює над дослідницькою роботою «Ігнатій, митрополит Готфійський і Кафейський».
28 лютого (12 березня) 1861 року разом з іншими студентами виносив домовину з тілом Тараса Шевченка. Виступав з прощальною промовою на Смоленському цвинтарі. Його промова була опублікована в журналі «Основа».
12 жовтня 1861 року Хартахая відраховано з університету за участь у студентських акціях непокори, в числі 249-ти студентів потрапив в'язнем до Петропавлівської фортеці, потім в каземати Кронштадту. Звільнений на початку грудня того ж року, залишається вільним слухачем і пізніше успішно здає випускні екзамени та отримує атестат дійсного студента без права на чин.
Впродовж кількох років Феокстист Хартахай займається дослідженнями з історії Криму, християнства в Криму, культури греків Приазов'я і кримських татар. У 1863—1866 роках — співробітник соціально-політичного і літературного видання — журналу «Современник».
1866 року виїжджає в Польщу, де викладає російську мову та словесність. 1871 року нагороджений «За відмінно-старанну службу й особливі заслуги» російським орденом Святої Анни 3 ступеня, а в 1874 році — польським орденом Святого Станіслава 2 ступеня. 1875 року повертається на Україну, докладає значних зусиль задля відкриття у Маріуполі чоловічого училища 2-го розряду і жіночого училища. Із відкриттям чоловічої гімназії стає її директором, на цій посаді він залишався до останніх днів. Після відкриття жіночої гімназії очолив її педагогічну раду.
У 1876 році Феокстист Хартахай одружився в Харкові на Ковальській Софії Аркадіївні. У них народились дві дочки Ганна та Катерина 1876 і 1878 років народження, менш ніж через півроку після його смерті, в 1880 році, народився син Феоктист.